# Voleibol de praia nos Jogos Olímpicos de Verão de 2000 - Masculino
O torneio masculino de voleibol de praia nos Jogos Olímpicos de Verão de 2000 foi realizado em uma arena construída na praia de Sydney, entre 17 e 26 de setembro.
Os estadunidenses Dain Blanton e Eric Fonoimoana conquistaram o ouro para o país ao superarem José Marco Melo e Ricardo Santos, do Brasil, na final. A dupla alemã Axel Hager e Jörg Ahmann levou a melhor na disputa pelo bronze frente aos portugueses João Brenha e Miguel Maia.

## Medalhistas
| Ouro   | USA Dain Blanton e Eric Fonoimoana   |
| Prata  | BRA José Marco Melo e Ricardo Santos |
| Bronze | GER Axel Hager e Jörg Ahmann         |

## Fase inicial

### Rodada preliminar
| Número da partida | Atletas                                                | País                | Placar | Chave |
| ----------------- | ------------------------------------------------------ | ------------------- | ------ | ----- |
| 1                 | Lee Zahner & Julien Prosser                            | AUS Austrália       | 12     | 1     |
| 1                 | Juan Alberto Rodriguez Ibarra & Joel Sotelo Villalobos | MEX México          | 15     | 24    |
| 2                 | Jan Kvalheim & Bjørn Maaseide                          | NOR Noruega         | 10     | 13    |
| 2                 | Miguel Maia & João Brenha                              | POR Portugal        | 15     | 12    |
| 3                 | John Child & Mark Heese                                | CAN Canadá          | 15     | 6     |
| 3                 | Jean-Philippe Jodard & Christian Penigaud              | FRA França          | 5      | 19    |
| 4                 | Jody Holden & Conrad Leinemann                         | CAN Canadá          | 17     | 18    |
| 4                 | Kevin Wong & Robert Heidger Jr                         | USA Estados Unidos  | 15     | 7     |
| 5                 | Dain Blanton & Eric Fonoimoana                         | USA Estados Unidos  | 15     | 9     |
| 5                 | Andreas Scheuerpflug & Oliver Oetke                    | GER Alemanha        | 7      | 16    |
| 6                 | Michal Palinek & Martin Lebl                           | CZE República Checa | 13     | 21    |
| 6                 | Paul Laciga & Martin Laciga                            | SUI Suíça           | 15     | 4     |
| 7                 | Zé Marco de Melo & Ricardo Santos                      | BRA Brasil          | 15     | 3     |
| 7                 | Björn Berg & Simon Dahl                                | SWE Suécia          | 5      | 22    |
| 8                 | Jörg Ahmann & Axel Hager                               | GER Alemanha        | 15     | 15    |
| 8                 | Fabio Diez & Javier Bosma                              | ESP Espanha         | 13     | 10    |
| 9                 | Vegard Høidalen and Jørre Kjemperud                    | NOR Noruega         | 15     | 8     |
| 9                 | Nikolas Berger & Oliver Stamm                          | AUT Áustria         | 6      | 17    |
| 10                | Andrea Raffaelli & Maurizio Pimponi                    | ITA Itália          | 7      | 20    |
| 10                | Eduardo Esteban Martínez & Martín Alejo Conde          | ARG Argentina       | 15     | 5     |
| 11                | Mariano Joaquin Baracetti & Jose Luis Abrantes Salema  | ARG Argentina       | 4      | 11    |
| 11                | Sergey Ermishin & Mikhail Kouchnerev                   | RUS Rússia          | 15     | 14    |
| 12                | Matt Grinlaubs & Josh Slack                            | AUS Austrália       | 3      | 23    |
| 12                | Jose Loiola Jr & Emanuel Rego                          | BRA Brasil          | 15     | 2     |

### Rodada eliminatória

#### Primeira rodada
Losers eliminated, and placed 19th
| Número da partida | Atletas                                               | País                | Placar | Chave |
| ----------------- | ----------------------------------------------------- | ------------------- | ------ | ----- |
| 13                | Lee Zahner & Julien Prosser                           | AUS Austrália       | 15     | 1     |
| 13                | Jan Kvalheim & Bjørn Maaseide                         | NOR Noruega         | 12     | 13    |
| 14                | Jean-Philippe Jodard & Christian Penigaud             | FRA França          | 2      | 19    |
| 14                | Kevin Wong & Robert Heidger Jr                        | USA Estados Unidos  | 15     | 7     |
| 15                | Andreas Scheuerpflug & Oliver Oetke                   | GER Alemanha        | 8      | 16    |
| 15                | Michal Palinek & Martin Lebl                          | CZE República Checa | 15     | 21    |
| 16                | Björn Berg & Simon Dahl                               | SWE Suécia          | 11     | 22    |
| 16                | Fabio Diez & Javier Bosma                             | ESP Espanha         | 15     | 10    |
| 17                | Nikolas Berger & Oliver Stamm                         | AUT Áustria         | 15     | 17    |
| 17                | Andrea Raffaelli & Maurizio Pimponi                   | ITA Itália          | 9      | 20    |
| 18                | Mariano Joaquin Baracetti & Jose Luis Abrantes Salema | ARG Argentina       | 2      | 11    |
| 18                | Matt Grinlaubs & Josh Slack                           | AUS Austrália       | 15     | 23    |

#### Segunda rodada
| Número da partida | Atletas                        | País                | Placar | Chave |
| ----------------- | ------------------------------ | ------------------- | ------ | ----- |
| 19                | Lee Zahner & Julien Prosser    | AUS Austrália       | 15     | 1     |
| 19                | Kevin Wong & Robert Heidger Jr | USA Estados Unidos  | 11     | 7     |
| 20                | Michal Palinek & Martin Lebl   | CZE República Checa | 4      | 21    |
| 20                | Fabio Diez & Javier Bosma      | ESP Espanha         | 15     | 10    |
| 21                | Nikolas Berger & Oliver Stamm  | AUT Áustria         | 15     | 17    |
| 21                | Matt Grinlaubs & Josh Slack    | AUS Austrália       | 10     | 23    |

## Fase final
|  | Oitavas-de-final        | Oitavas-de-final       |                        |   | Quartas-de-final  | Quartas-de-final  |                |                | Semifinais | Semifinais |  |  | Medalha de Ouro | Medalha de Ouro |
|  |                         |                        |                        |   |                   |                   |                |                |            |            |  |  |                 |                 |
|  | 22 de setembro          |                        |                        |   |                   |                   |                |                |            |            |  |  |                 |                 |
|  |                         |                        |                        |   |                   |                   |                |                |            |            |  |  |                 |                 |
|  | MEX Ibarra–Villalobos   | 0                      |                        |   |                   |                   |                |                |            |            |  |  |                 |                 |
|  | MEX Ibarra–Villalobos   | 0                      | 24 de setembro         |   |                   |                   |                |                |            |            |  |  |                 |                 |
|  | USA Wong–Heidger        | 2                      |                        |   |                   |                   |                |                |            |            |  |  |                 |                 |
|  | USA Wong–Heidger        | 2                      | USA Wong–Heidger       | 0 |                   |                   |                |                |            |            |  |  |                 |                 |
|  | 22 de setembro          |                        | USA Wong–Heidger       | 0 |                   |                   |                |                |            |            |  |  |                 |                 |
|  |                         | USA Blanton–Fonoimoana | 2                      |   |                   |                   |                |                |            |            |  |  |                 |                 |
|  | USA Blanton–Fonoimoana  | USA Blanton–Fonoimoana | 2                      | 2 |                   |                   |                |                |            |            |  |  |                 |                 |
|  | USA Blanton–Fonoimoana  |                        | 24 de setembro         | 2 |                   |                   |                |                |            |            |  |  |                 |                 |
|  | NOR Høidalen–Kjemperud  | 0                      |                        |   |                   |                   |                |                |            |            |  |  |                 |                 |
|  | NOR Høidalen–Kjemperud  | 0                      | USA Blanton–Fonoimoana | 2 |                   |                   |                |                |            |            |  |  |                 |                 |
|  | 22 de setembro          |                        | USA Blanton–Fonoimoana | 2 |                   |                   |                |                |            |            |  |  |                 |                 |
|  |                         | POR Maia–Brenha        | 0                      |   |                   |                   |                |                |            |            |  |  |                 |                 |
|  | ARG Martínez–Conde      | POR Maia–Brenha        | 0                      | 0 |                   |                   |                |                |            |            |  |  |                 |                 |
|  | ARG Martínez–Conde      | 24 de setembro         |                        | 0 |                   |                   |                |                |            |            |  |  |                 |                 |
|  | POR Maia–Brenha         | 2                      |                        |   |                   |                   |                |                |            |            |  |  |                 |                 |
|  | POR Maia–Brenha         | 2                      | POR Maia–Brenha        | 2 |                   |                   |                |                |            |            |  |  |                 |                 |
|  | 22 de setembro          |                        | POR Maia–Brenha        | 2 |                   |                   |                |                |            |            |  |  |                 |                 |
|  |                         | SUI Laciga–Laciga      | 0                      |   |                   |                   |                |                |            |            |  |  |                 |                 |
|  | AUS Zahner–Prosser      | SUI Laciga–Laciga      | 0                      | 0 |                   |                   |                |                |            |            |  |  |                 |                 |
|  | AUS Zahner–Prosser      |                        | 26 de setembro         | 0 |                   |                   |                |                |            |            |  |  |                 |                 |
|  | SUI Laciga–Laciga       | 2                      |                        |   |                   |                   |                |                |            |            |  |  |                 |                 |
|  | SUI Laciga–Laciga       | 2                      | USA Blanton–Fonoimoana | 2 |                   |                   |                |                |            |            |  |  |                 |                 |
|  | 22 de setembro          |                        | USA Blanton–Fonoimoana | 2 |                   |                   |                |                |            |            |  |  |                 |                 |
|  |                         | BRA Melo–Ricardo       | 0                      |   |                   |                   |                |                |            |            |  |  |                 |                 |
|  | BRA Melo–Ricardo        | BRA Melo–Ricardo       | 0                      | 2 |                   |                   |                |                |            |            |  |  |                 |                 |
|  | BRA Melo–Ricardo        | 24 de setembro         |                        | 2 |                   |                   |                |                |            |            |  |  |                 |                 |
|  | AUT Berger–Stamm        | 0                      |                        |   |                   |                   |                |                |            |            |  |  |                 |                 |
|  | AUT Berger–Stamm        | 0                      | BRA Melo–Ricardo       | 2 |                   |                   |                |                |            |            |  |  |                 |                 |
|  | 22 de setembro          |                        | BRA Melo–Ricardo       | 2 |                   |                   |                |                |            |            |  |  |                 |                 |
|  |                         | CAN Child–Heese        | 0                      |   |                   |                   |                |                |            |            |  |  |                 |                 |
|  | USA Ermishin–Kouchnerev | CAN Child–Heese        | 0                      | 0 |                   |                   |                |                |            |            |  |  |                 |                 |
|  | USA Ermishin–Kouchnerev |                        | 24 de setembro         | 0 |                   |                   |                |                |            |            |  |  |                 |                 |
|  | CAN Child–Heese         | 2                      |                        |   |                   |                   |                |                |            |            |  |  |                 |                 |
|  | CAN Child–Heese         | 2                      | BRA Melo–Ricardo       | 2 |                   |                   |                |                |            |            |  |  |                 |                 |
|  | 22 de setembro          |                        | BRA Melo–Ricardo       | 2 |                   |                   |                |                |            |            |  |  |                 |                 |
|  |                         | GER Ahmann–Hager       | 0                      |   | Medalha de Bronze | Medalha de Bronze |                |                |            |            |  |  |                 |                 |
|  | CAN Holden–Leinemann    | GER Ahmann–Hager       | 0                      | 0 | Medalha de Bronze | Medalha de Bronze |                |                |            |            |  |  |                 |                 |
|  | CAN Holden–Leinemann    | 24 de setembro         | 24 de setembro         | 0 |                   |                   | 26 de setembro | 26 de setembro |            |            |  |  |                 |                 |
|  | GER Ahmann–Hager        | 24 de setembro         | 24 de setembro         | 2 |                   |                   | 26 de setembro | 26 de setembro |            |            |  |  |                 |                 |
|  | GER Ahmann–Hager        | GER Ahmann–Hager       | 2                      | 2 | POR Maia–Brenha   | 0                 |                |                |            |            |  |  |                 |                 |
|  | 22 de setembro          | GER Ahmann–Hager       | 2                      |   | POR Maia–Brenha   | 0                 |                |                |            |            |  |  |                 |                 |
|  |                         | ESP Diez–Bosma         | 0                      |   | GER Ahmann–Hager  | 2                 |                |                |            |            |  |  |                 |                 |
|  | ESP Diez–Bosma          | ESP Diez–Bosma         | 0                      | 2 | GER Ahmann–Hager  | 2                 |                |                |            |            |  |  |                 |                 |
|  | ESP Diez–Bosma          |                        |                        | 2 |                   |                   |                |                |            |            |  |  |                 |                 |
|  | BRA Loiola–Rego         | 0                      |                        |   |                   |                   |                |                |            |            |  |  |                 |                 |
|  | BRA Loiola–Rego         | 0                      |                        |   |                   |                   |                |                |            |            |  |  |                 |                 |

### Oitavas de final
| Número da partida | Atletas                                                | País               | Placar | Chave |
| ----------------- | ------------------------------------------------------ | ------------------ | ------ | ----- |
| 22                | Juan Alberto Rodriguez Ibarra & Joel Sotelo Villalobos | MEX México         | 0      | 24    |
| 22                | Kevin Wong & Robert Heidger Jr                         | USA Estados Unidos | 15     | 7     |
| 23                | Dain Blanton & Eric Fonoimoana                         | USA Estados Unidos | 15     | 9     |
| 23                | Vegard Høidalen and Jørre Kjemperud                    | NOR Noruega        | 13     | 8     |
| 24                | Eduardo Esteban Martínez & Martín Alejo Conde          | ARG Argentina      | 3      | 5     |
| 24                | Miguel Maia & João Brenha                              | POR Portugal       | 15     | 12    |
| 25                | Lee Zahner & Julien Prosser                            | AUS Austrália      | 8      | 1     |
| 25                | Paul Laciga & Martin Laciga                            | SUI Suíça          | 15     | 4     |
| 26                | Zé Marco de Melo & Ricardo Santos                      | BRA Brasil         | 16     | 3     |
| 26                | Nikolas Berger & Oliver Stamm                          | AUT Áustria        | 14     | 17    |
| 27                | Sergey Ermishin & Mikhail Kouchnerev                   | RUS Rússia         | 6      | 14    |
| 27                | John Child & Mark Heese                                | CAN Canadá         | 15     | 6     |
| 28                | Jody Holden & Conrad Leinemann                         | CAN Canadá         | 6      | 18    |
| 28                | Jörg Ahmann & Axel Hager                               | GER Alemanha       | 15     | 15    |
| 29                | Fabio Diez & Javier Bosma                              | ESP Espanha        | 17     | 10    |
| 29                | Jose Loiolo Jr & Emanuel Rego                          | BRA Brasil         | 16     | 2     |

### Quartas de final
| Número da partida | Atletas                           | País               | Placar | Chave |
| ----------------- | --------------------------------- | ------------------ | ------ | ----- |
| 30                | Kevin Wong & Robert Heidger Jr    | USA Estados Unidos | 3      | 7     |
| 30                | Dain Blanton & Eric Fonoimoana    | USA Estados Unidos | 15     | 9     |
| 31                | Miguel Maia & João Brenha         | POR Portugal       | 15     | 12    |
| 31                | Paul Laciga & Martin Laciga       | SUI Suíça          | 11     | 4     |
| 32                | Zé Marco de Melo & Ricardo Santos | BRA Brasil         | 15     | 3     |
| 32                | John Child & Mark Heese           | CAN Canadá         | 13     | 6     |
| 33                | Jörg Ahmann & Axel Hager          | GER Alemanha       | 16     | 15    |
| 33                | Fabio Diez & Javier Bosma         | ESP Espanha        | 14     | 10    |

### Semifinais
| Número da partida | Atletas                           | País               | Placar | Chave |
| ----------------- | --------------------------------- | ------------------ | ------ | ----- |
| 34                | Dain Blanton & Eric Fonoimoana    | USA Estados Unidos | 15     | 9     |
| 34                | Miguel Maia & João Brenha         | POR Portugal       | 12     | 12    |
| 35                | Zé Marco de Melo & Ricardo Santos | BRA Brasil         | 15     | 3     |
| 35                | Jörg Ahmann & Axel Hager          | GER Alemanha       | 5      | 15    |

### Disputa pelo bronze
| Número da partida | Atletas                   | País         | Placar | Chave |
| ----------------- | ------------------------- | ------------ | ------ | ----- |
| 35                | Miguel Maia & João Brenha | POR Portugal | 0      | 12    |
| 35                | Jörg Ahmann & Axel Hager  | GER Alemanha | 2      | 15    |

### Final
| Número da partida | Atletas                           | País               | Placar | Chave |
| ----------------- | --------------------------------- | ------------------ | ------ | ----- |
| 37                | Dain Blanton & Eric Fonoimoana    | USA Estados Unidos | 2      | 9     |
| 37                | Zé Marco de Melo & Ricardo Santos | BRA Brasil         | 0      | 3     |

## Classificação final
Esta foi a classificação final oficial.
| Pos.              | País                | Dupla                                     | Cabeça de chave |
| ----------------- | ------------------- | ----------------------------------------- | --------------- |
| Medalha de ouro   | USA Estados Unidos  | Dain Blanton – Eric Fonoimoana            | 9               |
| Medalha de prata  | BRA Brasil          | Zé Marco de Melo – Ricardo Santos         | 3               |
| Medalha de bronze | GER Alemanha        | Jörg Ahmann – Axel Hager                  | 15              |
| 4.                | POR Portugal        | João Brenha – Miguel Maia                 | 12              |
| 5.                | SUI Suíça           | Martin Laciga – Paul Laciga               | 4               |
| 5.                | CAN Canadá          | John Child – Mark Heese                   | 6               |
| 5.                | USA Estados Unidos  | Rob Heidger – Kevin Wong                  | 7               |
| 5.                | ESP Espanha         | Javier Bosma – Fabio Diez                 | 10              |
| 9.                | AUS Austrália       | Julien Prosser – Lee Zahner               | 1               |
| 9.                | BRA Brasil          | José Loiola – Emanuel Rego                | 2               |
| 9.                | ARG Argentina       | Martín Conde – Eduardo Martínez           | 5               |
| 9.                | NOR Noruega         | Vegard Høidalen – Jørre Kjemperud         | 8               |
| 9.                | RUS Rússia          | Sergey Ermishin – Mikhail Kouchnerev      | 14              |
| 9.                | AUT Áustria         | Nikolas Berger – Oliver Stamm             | 17              |
| 9.                | CAN Canadá          | Jody Holden – Conrad Leinemann            | 18              |
| 9.                | MEX México          | Juan Rodríguez Ibarra – Joel Sotelo       | 24              |
| 17.               | CZE República Checa | Martin Lebl – Michal Palinek              | 21              |
| 17.               | AUS Austrália       | Matthew Grinlaubs – Josh Slack            | 23              |
| 19.               | ARG Argentina       | Mariano Baracetti – José Salema           | 11              |
| 19.               | NOR Noruega         | Jan Kvalheim – Björn Maaseide             | 13              |
| 19.               | GER Alemanha        | Oliver Oetke – Andreas Scheuerpflug       | 16              |
| 19.               | FRA França          | Jean-Philippe Jodard – Christian Penigaud | 19              |
| 19.               | ITA Itália          | Maurizio Pimponi – Andrea Raffaelli       | 20              |
| 19.               | SWE Suécia          | Björn Berg – Simon Dahl                   | 11              |